# Ernst Casimir van Nassau-Dietz

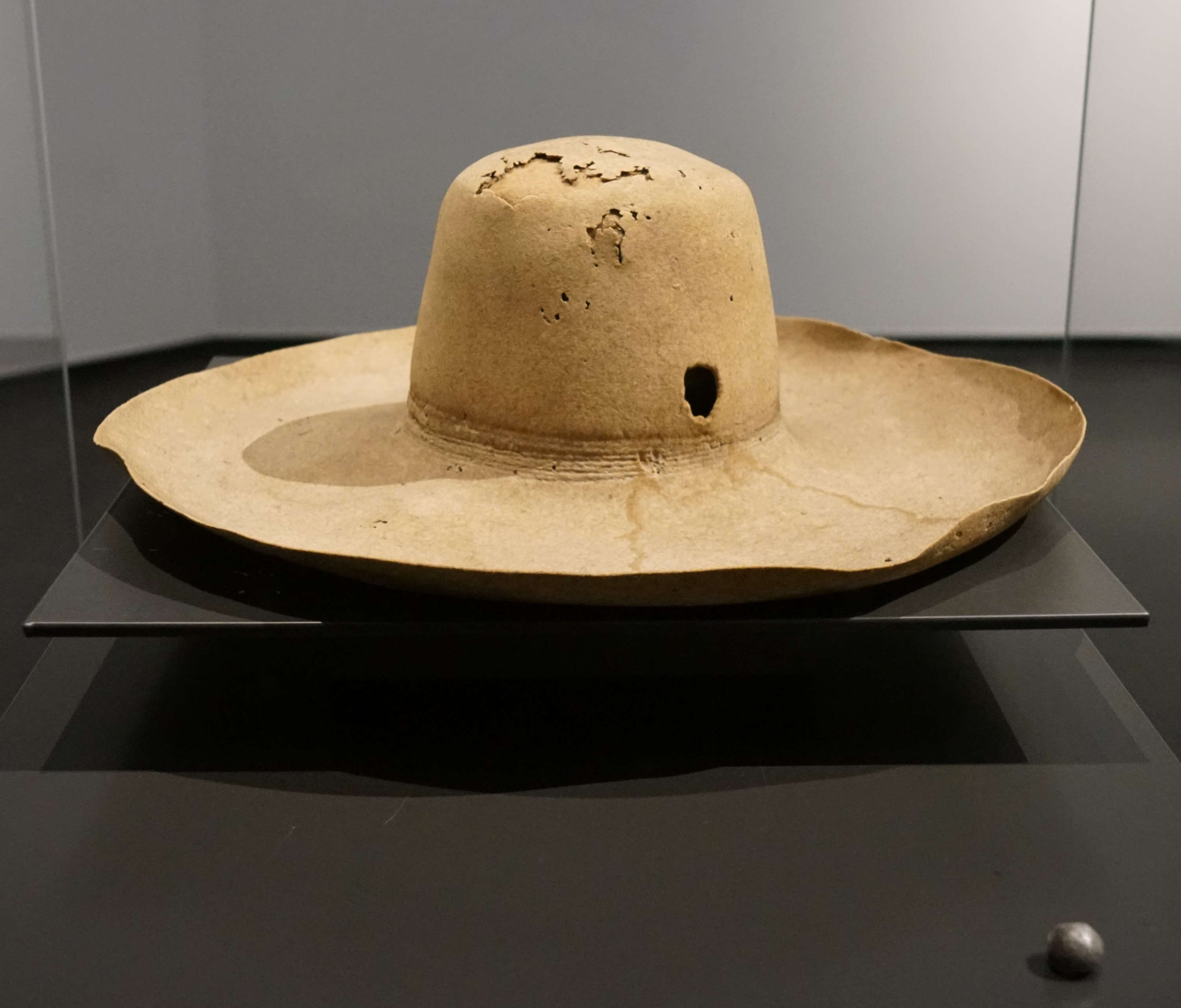
Vilten regenhoed van beverhaar die Ernst Casimir gedragen zou hebben toen hij met een musketschot werd gedood.

Ernst Casimir (Dillenburg, 22 december 1573 – Roermond, 2 juni 1632), graaf van Nassau-Dietz (1606-1632), stadhouder van Friesland (1620-1632) en stadhouder van Stad en Lande en de Landschap Drenthe (1625-1632). 

## biografie
Ernst Casimir was een zoon van Jan VI van Nassau-Dillenburg en Elisabeth van Leuchtenberg. Toen na het overlijden van zijn vader diens graafschap Nassau werd verdeeld onder zijn vijf in leven zijnde zoons volgde Ernst Casimir hem op als graaf van Nassau-Dietz. 
Ernst Casimir was vooral bekend als een uitstekende militaire leider tijdens de Tachtigjarige Oorlog. Sinds 1607 was hij veldmaarschalk in het Staatse leger. Hij diende onder Maurits graaf van Nassau, die in 1618 prins van Oranje werd, onder andere bij het Beleg van Lochem (1606), Steenwijk en bij het Beleg van Oldenzaal (1626) en onder prins Frederik Hendrik van Oranje bij het Beleg van Grol (1627), het Beleg van 's-Hertogenbosch (1629) en bij het Beleg van Roermond (1632). Als stadhouder in Stad en Lande stichtte hij in 1628 de vesting Nieuweschans. Door de bevolking van Friesland werd hij hoog gewaardeerd, hoewel hij weinig in Friesland aanwezig was. 
Na de dood van zijn oudere broer Willem Lodewijk van Nassau-Dillenburg in 1620 trachtten prins Maurits van Oranje en vervolgens diens halfbroer Frederik Hendrik, beiden graaf van Nassau, het stadhouderschap van Friesland van Willem Lodewijk over te nemen. Willem-Lodewijk had aan het eind van zijn leven echter Ernst Casimir aangewezen en de Staten van Friesland kozen zijn zijde. Op 3 augustus 1620 werd Ernst Casimir beëdigd als gouverneur (stadhouder) van Friesland.
Ernst Casimir overleed in juni 1632, 58 jaar oud, toen hij bij de inspectie van de loopgraven bij een beleg van Roermond door een musketschot in zijn hoofd werd getroffen. Hij werd als graaf van Nassau-Dietz opgevolgd door zijn zoon Hendrik Casimir, die door de Staten van Friesland, Stad en Lande en de Landschap Drenthe ook tot stadhouder werd benoemd.
De musketkogel die hem geraakt zou hebben en de vilten regenhoed die hij zou hebben gedragen toen hij sneuvelde belandden via het Koninklijk Kabinet van Zeldzaamheden in de vaste collectie van het Rijksmuseum Amsterdam. De hoed van beverhaar bevat een klein gat. Op 19 februari 2020 zond de AVROTROS het tv-programma Historisch Bewijs uit, waarin wetenschappers hun onderzoek naar de hoed van Ernst Casimir presenteerden. Volgens hen was het hoofddeksel in het Rijksmuseum inderdaad de hoed die Ernst Casimir droeg toen hij door een musketkogel in het hoofd werd getroffen. Er werd ijzer in de hoed aangetroffen waarvan vermoed wordt dat het afkomstig is van bloed van Ernst Casimir dat na het geloste schot van zijn hoofd op de hoedenrand sijpelde.

## Huwelijk en kinderen
Ernst Casimir huwde in 1607 met Sophia Hedwig, hertogin van Brunswijk-Wolfenbüttel, dochter van Hendrik Julius, regerend hertog van Brunswijk-Wolfenbüttel-Calenberg en Grubenhagen. 
Uit dit huwelijk werden negen kinderen geboren:
| Naam            | Geboorte         | Overlijden        | Opmerkingen                                         |
| --------------- | ---------------- | ----------------- | --------------------------------------------------- |
| dochter         | 1608             | 1608              | Doodgeboren dochter                                 |
| zoon            | 1609             | 1609              | Doodgeboren zoon                                    |
| zoon            | 1610             | 1610              | Naamloze zoon                                       |
| Hendrik Casimir | 1612             | 1640              | De latere Hendrik Casimir I, graaf van Nassau-Dietz |
| Willem Frederik | 1613             | 1664              | Graaf en later vorst van Nassau-Dietz               |
| Elisabeth       | 25 juli 1614     | 18 september 1614 | Stierf jong                                         |
| Johan Ernst     | 29 maart 1617    | mei 1617          | Stierf jong                                         |
| Maurits         | 21 februari 1619 | 18 september 1628 | Stierf jong                                         |
| Elisabeth Friso | 25 november 1620 | 20 september 1628 | Stierf jong                                         |

Ernst Casimir werd bijgezet in de grafkelder van de Friese Nassaus in Leeuwarden.

## Galerij

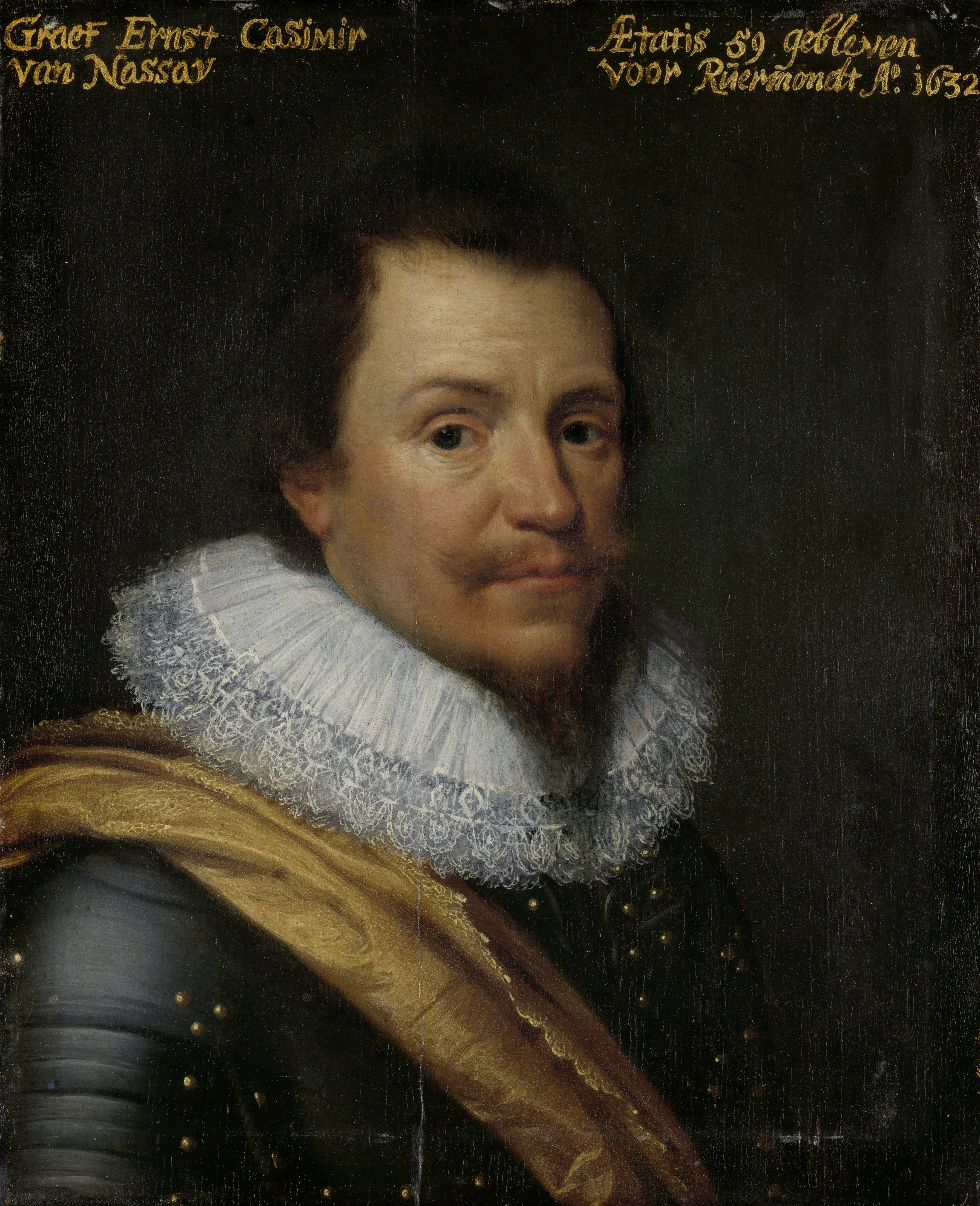
Portret van Ernst Casimir, graaf van Nassau-Dietz 1609-33 Uit de werkplaats van Michiel Jansz. van Mierevelt Rijksmuseum Amsterdam
Ernst Casimir van Nassau-Dietz 1614 H. Jacobsen Bibliotheek van het Vredespaleis
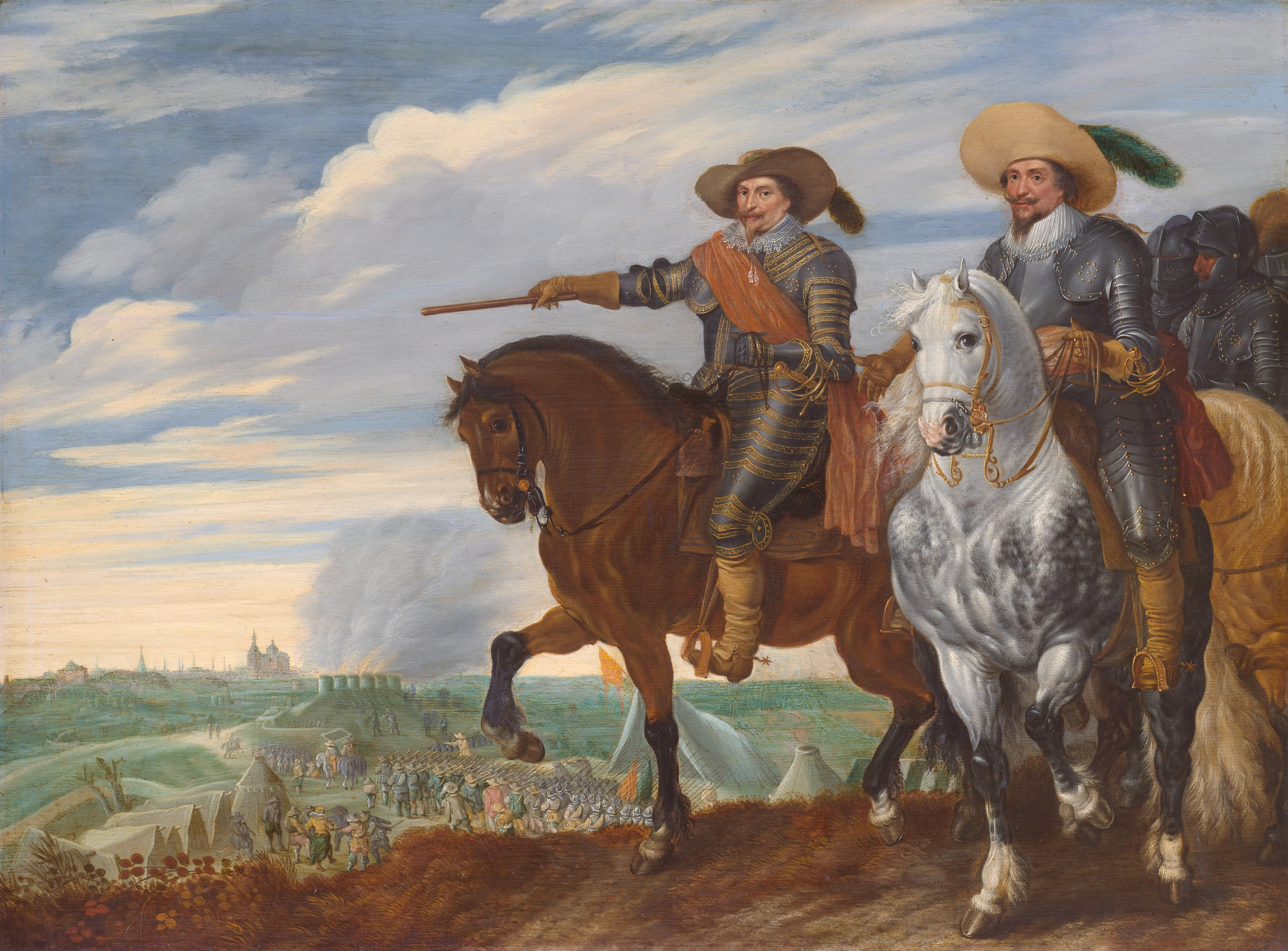
Frederik Hendrik en Ernst Casimir bij het Beleg van 's-Hertogenbosch in 1629 1635 Paulus van Hillegaert Het Noordbrabants Museum
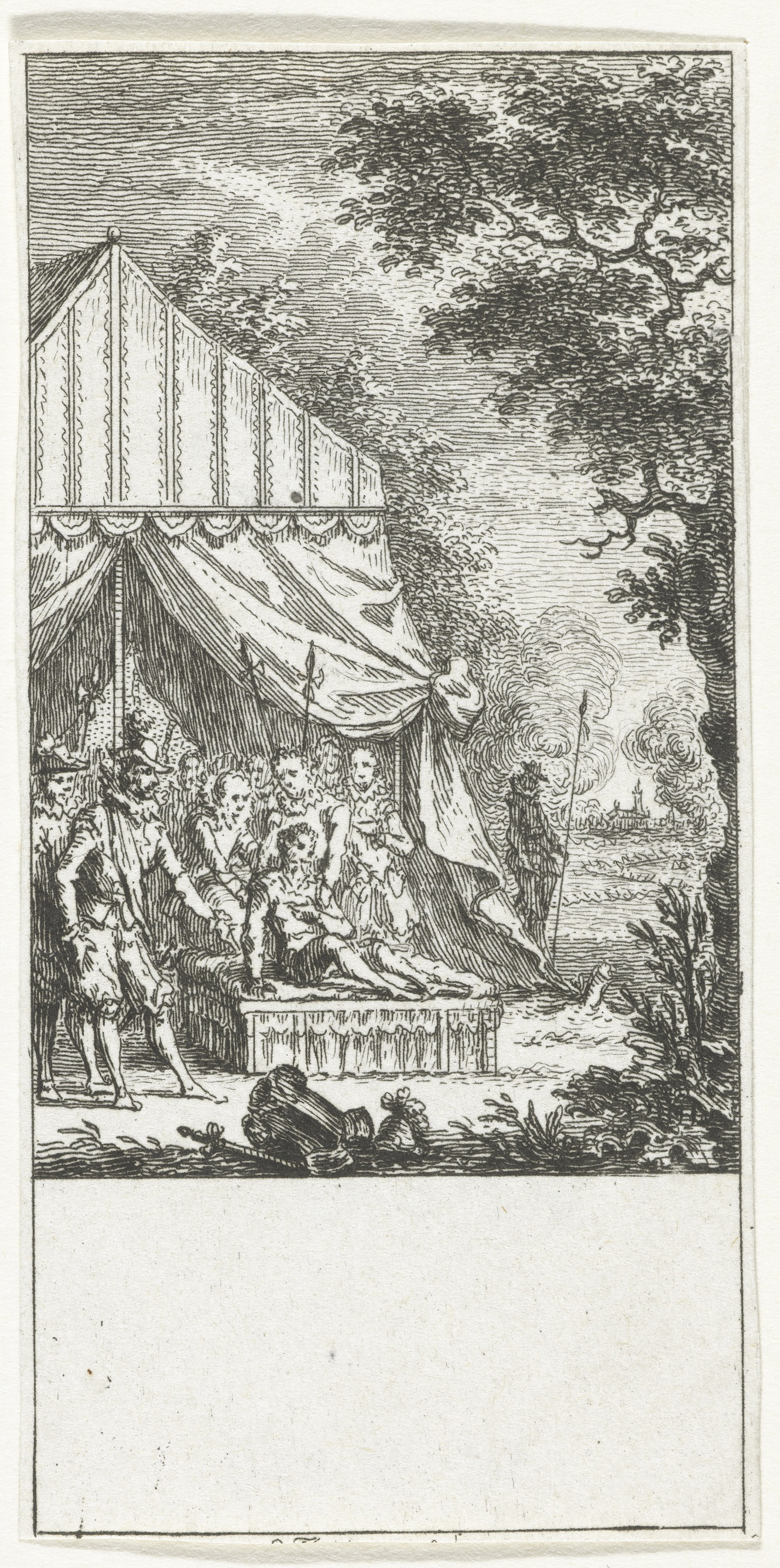
Graaf Ernst Casimir sneuvelt bij het beleg van Roermond, 2 juni 1632. De graaf op een bed voor zijn legertent 1722-84 Simon Fokke Rijksmuseum Amsterdam
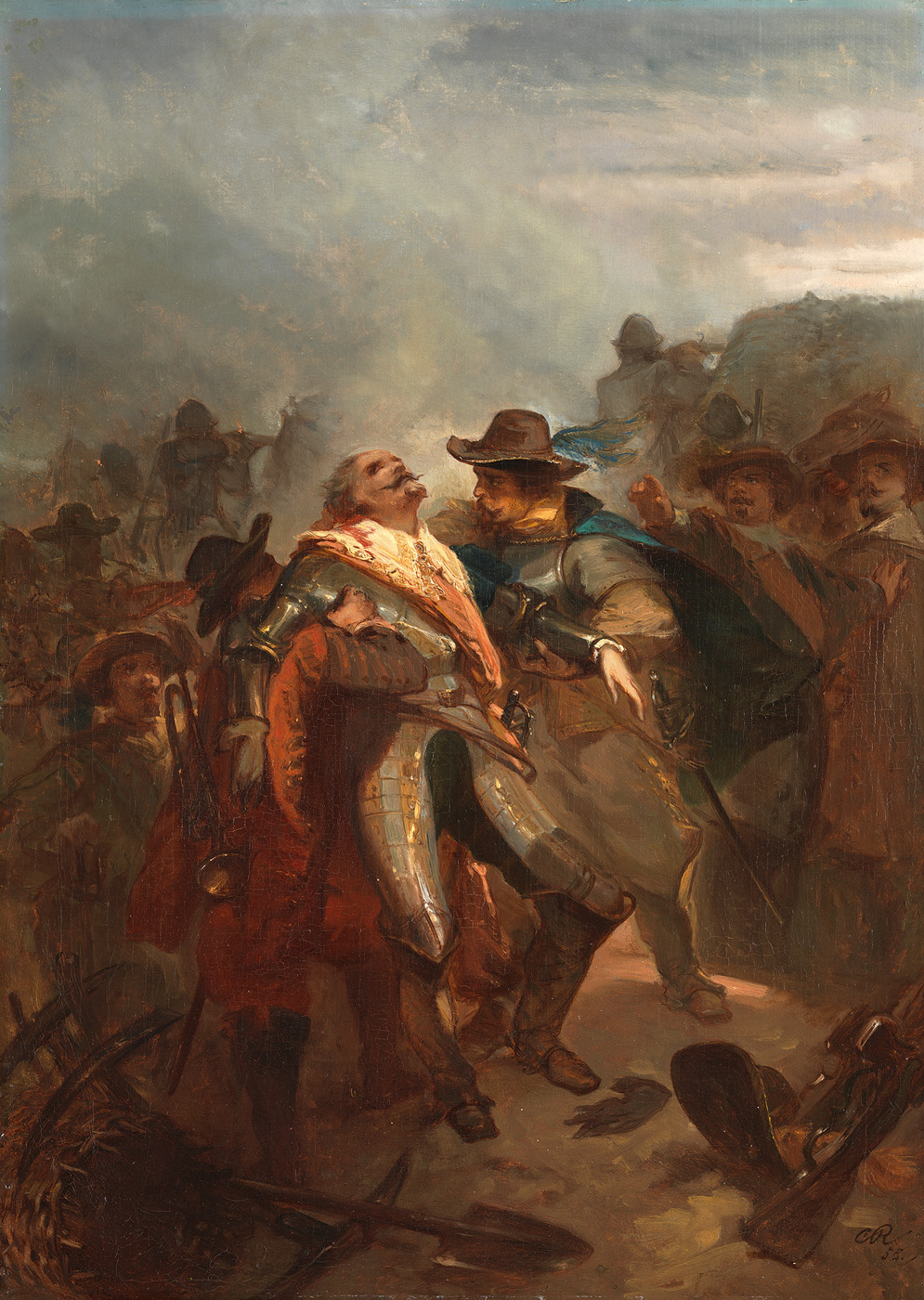
Anno 1632. Ernst Casimir sneuvelt bij Roermond 1855 Charles Rochussen Amsterdam Museum
Wapen van Ernst Casimir graaf van Nassau Dietz

## Kwartierstaat
| Jan V van Nassau-Dillenburg (1455-1516)           | Jan V van Nassau-Dillenburg (1455-1516)           | Jan V van Nassau-Dillenburg (1455-1516)           | Jan V van Nassau-Dillenburg (1455-1516)           | Jan V van Nassau-Dillenburg (1455-1516)           | Jan V van Nassau-Dillenburg (1455-1516)           | Elisabeth van Hessen-Marburg (1466–1523)   | Elisabeth van Hessen-Marburg (1466–1523)   | Elisabeth van Hessen-Marburg (1466–1523)   | Elisabeth van Hessen-Marburg (1466–1523)   | Elisabeth van Hessen-Marburg (1466–1523) | Elisabeth van Hessen-Marburg (1466–1523) |                                          |                                          | Botho III van Stolberg-Wernigerode (1467-1538) | Botho III van Stolberg-Wernigerode (1467-1538) | Botho III van Stolberg-Wernigerode (1467-1538) | Botho III van Stolberg-Wernigerode (1467-1538) | Botho III van Stolberg-Wernigerode (1467-1538) | Botho III van Stolberg-Wernigerode (1467-1538) | Anna van Eppstein-Königstein (1481-1538)     | Anna van Eppstein-Königstein (1481-1538)     | Anna van Eppstein-Königstein (1481-1538) | Anna van Eppstein-Königstein (1481-1538) | Anna van Eppstein-Königstein (1481-1538)    | Anna van Eppstein-Königstein (1481-1538)    |                                             |                                             | Jan IV van Leuchtenberg (1470-1531)         | Jan IV van Leuchtenberg (1470-1531)         | Jan IV van Leuchtenberg (1470-1531) | Jan IV van Leuchtenberg (1470-1531) | Jan IV van Leuchtenberg (1470-1531)    | Jan IV van Leuchtenberg (1470-1531)    | Margaretha van Schwarzburg-Blankenburg (1510-1552) | Margaretha van Schwarzburg-Blankenburg (1510-1552) | Margaretha van Schwarzburg-Blankenburg (1510-1552) | Margaretha van Schwarzburg-Blankenburg (1510-1552) | Margaretha van Schwarzburg-Blankenburg (1510-1552) | Margaretha van Schwarzburg-Blankenburg (1510-1552) |                                            |                                            | Frederik I van Brandenburg-Ansbach (1460-1536) | Frederik I van Brandenburg-Ansbach (1460-1536) | Frederik I van Brandenburg-Ansbach (1460-1536) | Frederik I van Brandenburg-Ansbach (1460-1536) | Frederik I van Brandenburg-Ansbach (1460-1536) | Frederik I van Brandenburg-Ansbach (1460-1536) | Zofia Jagiellonka (1464-1512)               | Zofia Jagiellonka (1464-1512)               | Zofia Jagiellonka (1464-1512) | Zofia Jagiellonka (1464-1512) | Zofia Jagiellonka (1464-1512) | Zofia Jagiellonka (1464-1512) |  |  |  |  |  |  |  |  |  |  |  |  |  |  |  |  |  |  |  |  |  |  |  |  |  |  |  |  |  |  |  |  |  |  |  |  |  |  |  |  |  |  |  |  |  |  |  |  |
| Jan V van Nassau-Dillenburg (1455-1516)           | Jan V van Nassau-Dillenburg (1455-1516)           | Jan V van Nassau-Dillenburg (1455-1516)           | Jan V van Nassau-Dillenburg (1455-1516)           | Jan V van Nassau-Dillenburg (1455-1516)           | Jan V van Nassau-Dillenburg (1455-1516)           | Elisabeth van Hessen-Marburg (1466–1523)   | Elisabeth van Hessen-Marburg (1466–1523)   | Elisabeth van Hessen-Marburg (1466–1523)   | Elisabeth van Hessen-Marburg (1466–1523)   | Elisabeth van Hessen-Marburg (1466–1523) | Elisabeth van Hessen-Marburg (1466–1523) |                                          |                                          | Botho III van Stolberg-Wernigerode (1467-1538) | Botho III van Stolberg-Wernigerode (1467-1538) | Botho III van Stolberg-Wernigerode (1467-1538) | Botho III van Stolberg-Wernigerode (1467-1538) | Botho III van Stolberg-Wernigerode (1467-1538) | Botho III van Stolberg-Wernigerode (1467-1538) | Anna van Eppstein-Königstein (1481-1538)     | Anna van Eppstein-Königstein (1481-1538)     | Anna van Eppstein-Königstein (1481-1538) | Anna van Eppstein-Königstein (1481-1538) | Anna van Eppstein-Königstein (1481-1538)    | Anna van Eppstein-Königstein (1481-1538)    |                                             |                                             | Jan IV van Leuchtenberg (1470-1531)         | Jan IV van Leuchtenberg (1470-1531)         | Jan IV van Leuchtenberg (1470-1531) | Jan IV van Leuchtenberg (1470-1531) | Jan IV van Leuchtenberg (1470-1531)    | Jan IV van Leuchtenberg (1470-1531)    | Margaretha van Schwarzburg-Blankenburg (1510-1552) | Margaretha van Schwarzburg-Blankenburg (1510-1552) | Margaretha van Schwarzburg-Blankenburg (1510-1552) | Margaretha van Schwarzburg-Blankenburg (1510-1552) | Margaretha van Schwarzburg-Blankenburg (1510-1552) | Margaretha van Schwarzburg-Blankenburg (1510-1552) |                                            |                                            | Frederik I van Brandenburg-Ansbach (1460-1536) | Frederik I van Brandenburg-Ansbach (1460-1536) | Frederik I van Brandenburg-Ansbach (1460-1536) | Frederik I van Brandenburg-Ansbach (1460-1536) | Frederik I van Brandenburg-Ansbach (1460-1536) | Frederik I van Brandenburg-Ansbach (1460-1536) | Zofia Jagiellonka (1464-1512)               | Zofia Jagiellonka (1464-1512)               | Zofia Jagiellonka (1464-1512) | Zofia Jagiellonka (1464-1512) | Zofia Jagiellonka (1464-1512) | Zofia Jagiellonka (1464-1512) |  |  |  |  |  |  |  |  |  |  |  |  |  |  |  |  |  |  |  |  |  |  |  |  |  |  |  |  |  |  |  |  |  |  |  |  |  |  |  |  |  |  |  |  |  |  |  |  |
|                                                   |                                                   |                                                   |                                                   |                                                   |                                                   |                                            |                                            |                                            |                                            |                                          |                                          |                                          |                                          |                                                |                                                |                                                |                                                |                                                |                                                |                                              |                                              |                                          |                                          |                                             |                                             |                                             |                                             |                                             |                                             |                                     |                                     |                                        |                                        |                                                    |                                                    |                                                    |                                                    |                                                    |                                                    |                                            |                                            |                                                |                                                |                                                |                                                |                                                |                                                |                                             |                                             |                               |                               |                               |                               |  |  |  |  |  |  |  |  |  |  |  |  |  |  |  |  |  |  |  |  |  |  |  |  |  |  |  |  |  |  |  |  |  |  |  |  |  |  |  |  |  |  |  |  |  |  |  |  |
|                                                   |                                                   |                                                   |                                                   | Willem I van Nassau-Dillenburg (1487–1559)        | Willem I van Nassau-Dillenburg (1487–1559)        | Willem I van Nassau-Dillenburg (1487–1559) | Willem I van Nassau-Dillenburg (1487–1559) | Willem I van Nassau-Dillenburg (1487–1559) | Willem I van Nassau-Dillenburg (1487–1559) |                                          |                                          |                                          |                                          |                                                |                                                | Juliana van Stolberg-Wernigerode (1506-1580)   | Juliana van Stolberg-Wernigerode (1506-1580)   | Juliana van Stolberg-Wernigerode (1506-1580)   | Juliana van Stolberg-Wernigerode (1506-1580)   | Juliana van Stolberg-Wernigerode (1506-1580) | Juliana van Stolberg-Wernigerode (1506-1580) |                                          |                                          |                                             |                                             |                                             |                                             |                                             |                                             |                                     |                                     | Georg III van Leuchtenberg (1502-1555) | Georg III van Leuchtenberg (1502-1555) | Georg III van Leuchtenberg (1502-1555)             | Georg III van Leuchtenberg (1502-1555)             | Georg III van Leuchtenberg (1502-1555)             | Georg III van Leuchtenberg (1502-1555)             |                                                    |                                                    |                                            |                                            |                                                |                                                | Barbara van Brandenburg-Ansbach (1495-1552)    | Barbara van Brandenburg-Ansbach (1495-1552)    | Barbara van Brandenburg-Ansbach (1495-1552)    | Barbara van Brandenburg-Ansbach (1495-1552)    | Barbara van Brandenburg-Ansbach (1495-1552) | Barbara van Brandenburg-Ansbach (1495-1552) |                               |                               |                               |                               |  |  |  |  |  |  |  |  |  |  |  |  |  |  |  |  |  |  |  |  |  |  |  |  |  |  |  |  |  |  |  |  |  |  |  |  |  |  |  |  |  |  |  |  |  |  |  |  |
|                                                   |                                                   |                                                   |                                                   | Willem I van Nassau-Dillenburg (1487–1559)        | Willem I van Nassau-Dillenburg (1487–1559)        | Willem I van Nassau-Dillenburg (1487–1559) | Willem I van Nassau-Dillenburg (1487–1559) | Willem I van Nassau-Dillenburg (1487–1559) | Willem I van Nassau-Dillenburg (1487–1559) |                                          |                                          |                                          |                                          |                                                |                                                | Juliana van Stolberg-Wernigerode (1506-1580)   | Juliana van Stolberg-Wernigerode (1506-1580)   | Juliana van Stolberg-Wernigerode (1506-1580)   | Juliana van Stolberg-Wernigerode (1506-1580)   | Juliana van Stolberg-Wernigerode (1506-1580) | Juliana van Stolberg-Wernigerode (1506-1580) |                                          |                                          |                                             |                                             |                                             |                                             |                                             |                                             |                                     |                                     | Georg III van Leuchtenberg (1502-1555) | Georg III van Leuchtenberg (1502-1555) | Georg III van Leuchtenberg (1502-1555)             | Georg III van Leuchtenberg (1502-1555)             | Georg III van Leuchtenberg (1502-1555)             | Georg III van Leuchtenberg (1502-1555)             |                                                    |                                                    |                                            |                                            |                                                |                                                | Barbara van Brandenburg-Ansbach (1495-1552)    | Barbara van Brandenburg-Ansbach (1495-1552)    | Barbara van Brandenburg-Ansbach (1495-1552)    | Barbara van Brandenburg-Ansbach (1495-1552)    | Barbara van Brandenburg-Ansbach (1495-1552) | Barbara van Brandenburg-Ansbach (1495-1552) |                               |                               |                               |                               |  |  |  |  |  |  |  |  |  |  |  |  |  |  |  |  |  |  |  |  |  |  |  |  |  |  |  |  |  |  |  |  |  |  |  |  |  |  |  |  |  |  |  |  |  |  |  |  |
|                                                   |                                                   |                                                   |                                                   |                                                   |                                                   |                                            |                                            |                                            |                                            | Jan VI van Nassau-Dillenburg (1535–1606) | Jan VI van Nassau-Dillenburg (1535–1606) | Jan VI van Nassau-Dillenburg (1535–1606) | Jan VI van Nassau-Dillenburg (1535–1606) | Jan VI van Nassau-Dillenburg (1535–1606)       | Jan VI van Nassau-Dillenburg (1535–1606)       |                                                |                                                |                                                |                                                |                                              |                                              |                                          |                                          |                                             |                                             |                                             |                                             |                                             |                                             |                                     |                                     |                                        |                                        |                                                    |                                                    |                                                    |                                                    | Elisabeth van Leuchtenberg (1537-1579)             | Elisabeth van Leuchtenberg (1537-1579)             | Elisabeth van Leuchtenberg (1537-1579)     | Elisabeth van Leuchtenberg (1537-1579)     | Elisabeth van Leuchtenberg (1537-1579)         | Elisabeth van Leuchtenberg (1537-1579)         |                                                |                                                |                                                |                                                |                                             |                                             |                               |                               |                               |                               |  |  |  |  |  |  |  |  |  |  |  |  |  |  |  |  |  |  |  |  |  |  |  |  |  |  |  |  |  |  |  |  |  |  |  |  |  |  |  |  |  |  |  |  |  |  |  |  |
|                                                   |                                                   |                                                   |                                                   |                                                   |                                                   |                                            |                                            |                                            |                                            | Jan VI van Nassau-Dillenburg (1535–1606) | Jan VI van Nassau-Dillenburg (1535–1606) | Jan VI van Nassau-Dillenburg (1535–1606) | Jan VI van Nassau-Dillenburg (1535–1606) | Jan VI van Nassau-Dillenburg (1535–1606)       | Jan VI van Nassau-Dillenburg (1535–1606)       |                                                |                                                |                                                |                                                |                                              |                                              |                                          |                                          |                                             |                                             |                                             |                                             |                                             |                                             |                                     |                                     |                                        |                                        |                                                    |                                                    |                                                    |                                                    | Elisabeth van Leuchtenberg (1537-1579)             | Elisabeth van Leuchtenberg (1537-1579)             | Elisabeth van Leuchtenberg (1537-1579)     | Elisabeth van Leuchtenberg (1537-1579)     | Elisabeth van Leuchtenberg (1537-1579)         | Elisabeth van Leuchtenberg (1537-1579)         |                                                |                                                |                                                |                                                |                                             |                                             |                               |                               |                               |                               |  |  |  |  |  |  |  |  |  |  |  |  |  |  |  |  |  |  |  |  |  |  |  |  |  |  |  |  |  |  |  |  |  |  |  |  |  |  |  |  |  |  |  |  |  |  |  |  |
|                                                   |                                                   |                                                   |                                                   |                                                   |                                                   |                                            |                                            |                                            |                                            |                                          |                                          |                                          |                                          |                                                |                                                |                                                |                                                |                                                |                                                |                                              |                                              |                                          |                                          |                                             |                                             |                                             |                                             |                                             |                                             |                                     |                                     |                                        |                                        |                                                    |                                                    |                                                    |                                                    |                                                    |                                                    |                                            |                                            |                                                |                                                |                                                |                                                |                                                |                                                |                                             |                                             |                               |                               |                               |                               |  |  |  |  |  |  |  |  |  |  |  |  |  |  |  |  |  |  |  |  |  |  |  |  |  |  |  |  |  |  |  |  |  |  |  |  |  |  |  |  |  |  |  |  |  |  |  |  |
|                                                   |                                                   |                                                   |                                                   |                                                   |                                                   |                                            |                                            |                                            |                                            |                                          |                                          |                                          |                                          |                                                |                                                |                                                |                                                |                                                |                                                |                                              |                                              |                                          |                                          |                                             |                                             |                                             |                                             |                                             |                                             |                                     |                                     |                                        |                                        |                                                    |                                                    |                                                    |                                                    |                                                    |                                                    |                                            |                                            |                                                |                                                |                                                |                                                |                                                |                                                |                                             |                                             |                               |                               |                               |                               |  |  |  |  |  |  |  |  |  |  |  |  |  |  |  |  |  |  |  |  |  |  |  |  |  |  |  |  |  |  |  |  |  |  |  |  |  |  |  |  |  |  |  |  |  |  |  |  |
| Willem Lodewijk van Nassau-Dillenburg (1560–1620) | Willem Lodewijk van Nassau-Dillenburg (1560–1620) | Willem Lodewijk van Nassau-Dillenburg (1560–1620) | Willem Lodewijk van Nassau-Dillenburg (1560–1620) | Willem Lodewijk van Nassau-Dillenburg (1560–1620) | Willem Lodewijk van Nassau-Dillenburg (1560–1620) |                                            |                                            | Johan VII van Nassau-Siegen (1561-1623)    | Johan VII van Nassau-Siegen (1561-1623)    | Johan VII van Nassau-Siegen (1561-1623)  | Johan VII van Nassau-Siegen (1561-1623)  | Johan VII van Nassau-Siegen (1561-1623)  | Johan VII van Nassau-Siegen (1561-1623)  |                                                |                                                | George van Nassau-Dillenburg (1562-1623)       | George van Nassau-Dillenburg (1562-1623)       | George van Nassau-Dillenburg (1562-1623)       | George van Nassau-Dillenburg (1562-1623)       | George van Nassau-Dillenburg (1562-1623)     | George van Nassau-Dillenburg (1562-1623)     |                                          |                                          | Elisabeth van Nassau-Dillenburg (1564-1611) | Elisabeth van Nassau-Dillenburg (1564-1611) | Elisabeth van Nassau-Dillenburg (1564-1611) | Elisabeth van Nassau-Dillenburg (1564-1611) | Elisabeth van Nassau-Dillenburg (1564-1611) | Elisabeth van Nassau-Dillenburg (1564-1611) |                                     |                                     | Filips van Nassau (1566-1595)          | Filips van Nassau (1566-1595)          | Filips van Nassau (1566-1595)                      | Filips van Nassau (1566-1595)                      | Filips van Nassau (1566-1595)                      | Filips van Nassau (1566-1595)                      |                                                    |                                                    | Ernst Casimir van Nassau-Dietz (1573–1632) | Ernst Casimir van Nassau-Dietz (1573–1632) | Ernst Casimir van Nassau-Dietz (1573–1632)     | Ernst Casimir van Nassau-Dietz (1573–1632)     | Ernst Casimir van Nassau-Dietz (1573–1632)     | Ernst Casimir van Nassau-Dietz (1573–1632)     |                                                |                                                | ... + 4 zusters en 2 zoons                  | ... + 4 zusters en 2 zoons                  | ... + 4 zusters en 2 zoons    | ... + 4 zusters en 2 zoons    | ... + 4 zusters en 2 zoons    | ... + 4 zusters en 2 zoons    |  |  |  |  |  |  |  |  |  |  |  |  |  |  |  |  |  |  |  |  |  |  |  |  |  |  |  |  |  |  |  |  |  |  |  |  |  |  |  |  |  |  |  |  |  |  |  |  |